# Universidade da Califórnia em São Francisco
A Universidade da Califórnia em São Francisco (em inglês:  University of California, San Francisco  - UCSF) é uma das universidades do sistema da Universidade da Califórnia, localizada na cidade de São Francisco.
Fundada em 1873, a missão da UCSF é servir como uma "universidade pública dedicada a salvar vidas e melhorar a saúde."